# Friedrich von Fürstenberg
Friedrich Egon von Fürstenberg (Vienna, 8 ottobre 1813 – Hukvaldy, 20 agosto 1892) è stato un cardinale e arcivescovo cattolico austriaco.

## Biografia
Papa Leone XIII lo elevò al rango di cardinale nel concistoro del 12 maggio 1879.
Partecipò al Concilio Vaticano I.

## Genealogia episcopale e successione apostolica
La genealogia episcopale è:
- Cardinale Scipione Rebiba
- Cardinale Giulio Antonio Santori
- Cardinale Girolamo Bernerio, O.P.
- Arcivescovo Galeazzo Sanvitale
- Cardinale Ludovico Ludovisi
- Cardinale Luigi Caetani
- Cardinale Ulderico Carpegna
- Cardinale Paluzzo Paluzzi Altieri degli Albertoni
- Papa Benedetto XIII
- Papa Benedetto XIV
- Papa Clemente XIII
- Cardinale Giovanni Battista Caprara Montecuccoli
- Vescovo Dionys von Rost
- Vescovo Karl Franz von Lodron
- Vescovo Bernhard Galura
- Vescovo Giovanni Nepomuceno de Tschiderer
- Cardinale Friedrich Johann Joseph Cölestin von Schwarzenberg
- Cardinale Friedrich Egon von Fürstenberg

La successione apostolica è:
- Vescovo Augustin Pavel Wahala (1866)
- Vescovo Karel Nöttig (1871)
- Vescovo Gustav de Belrupt-Tissac (1881)
- Cardinale Franziskus von Sales Bauer (1882)